# L'estro quotidiano
L'estro quotidiano è una raccolta di racconti autobiografici di Raffaele La Capria scritta nel 2003 e pubblicata nel 2005. 
Vincitore nello stesso 2005 del Premio Viareggio per la Narrativa.

## Contenuto
Il volume è costituito da cinquantatré brevi racconti scritti nell'anno 2003, fra l'ottantesimo e l'ottantunesimo anno di età di Raffaele La Capria. I racconti sono privi di titolo e di data; quest'ultima tuttavia può essere stimata allorché l'autore fa riferimento a eventi accaduti in quell'anno (lo scoppio della Guerra in Iraq, la cattura di Saddam Hussein, attentati a Nassiriya, in Cecenia e in Ossezia, il proprio compleanno, la morte di Agnelli, di Laurenzi, di Pontiggia, ecc.). I racconti di argomento civile mostrano l'avversione dell'autore per il fanatismo, la violenza e la guerra. La maggior parte dei racconti sono tuttavia autobiografici. L'autore sente l'avanzare dell'età, ricorda soprattutto familiari e amici scomparsi (ricorda in particolare Giovanni Urbani, la cui vicenda sarà ripresa da La Capria nel 2009 in un breve volume), i luoghi, le persone e gli animali a lui cari.

## Edizioni
- Raffaele La Capria, L'estro quotidiano, Collezione Scrittori italiani e stranieri, Milano: Mondadori, 2005, 181 p.; ISBN 88-04-53602-0
- Raffaele La Capria, L'estro quotidiano, Collezione Oscar narrativa 1923, Milano: Mondadori, 2006, 181 p.; ISBN 88-04-55361-8
- Raffaele La Capria, L'estro quotidiano; L'amorosa inchiesta; A cuore aperto, Collezione Oscar scrittori moderni 2116, Milano: Oscar Mondadori, 2016, 286 p.; ISBN 978-88-04-63123-1